# Sulzer
Sulzer Ltd. je švicarsko težkoindustrijsko podjetje, ki ga je ustanovil Jakob Sulzer-Neuffert leta 1834 v Winterthurju v Švici. Njegova sinova Johann Jakob in Salomon sta začela proizvajati litoželezne izdelke, gasilno opremo in tekstilne naprave. Pozneje tudi parne stroje in hladilne naprave. Pri Sulzerju je leta 1879 delal tudi Rudolf Diesel, izumitelj dizelskega motorja. 
Sulzer je leta 1898 zgradil svoj prvi dizelski motor in je pozneje postal eden glavnih proizvajalec ladijskih dizelskih motorjev. Leta 1990 se je dizelski oddelek ločil v divizijo imenovano "New Sulzer Diesel" (NSD). Leta 1997 je divizijo prevzela finska Wärtsilä. Podjetje je izdelalo dvotaktni dizel Wärtsilä-Sulzer RTA96-C, ki velja za najmočnejši dizelski na svetu.